# Arc-lès-Gray
Arc-lès-Gray település Franciaországban, Haute-Saône megyében. Lakosainak száma 2410 fő (2022. január 1.). Arc-lès-Gray Chargey-lès-Gray, Gray, Gray-la-Ville, Mantoche, Nantilly és Rigny községekkel határos.

## Népesség
A település népességének változása:
| Lakosok száma | 2516 | 2530 | 2564 | 2540 | 2535 | 2533 | 2492 | 2451 | 2410 |
|               | 2013 | 2015 | 2016 | 2017 | 2018 | 2019 | 2020 | 2021 | 2022 |